# النصب التذكاري لحرب الأمم
النصب التذكاري لحرب الأمم هو مبنى تاريخي يقع في جنوب شرق مدينة لايبزيغ في ألمانيا. أسّس كتذكار لحرب الأمم أو حرب لايبزغ (بالألمانية: Völkerschlacht) التي وقعت على أبواب المدينة. تم افتتاحه في أكتوبر عام 1913 وذلك في الذكرى المئوية الأولى لهذه الحرب. يبلغ ارتفاع النصب 91 متراً مما يجعله أحد أكبر النصب التذكارية في أوروبا. يعتبر حالياً أحد أهم المعالم السياحية في مدينة لايبزغ.

## معرض صور

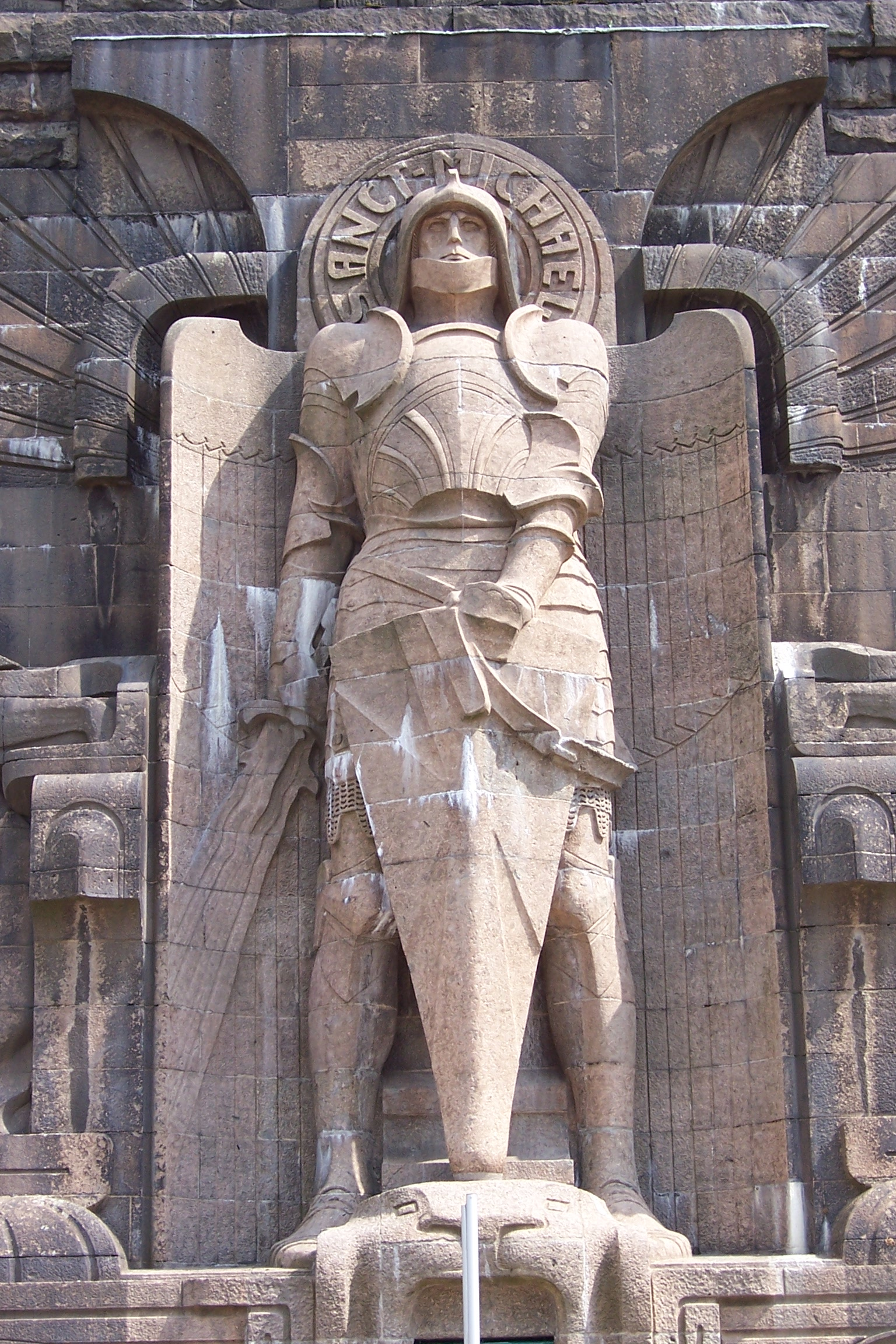
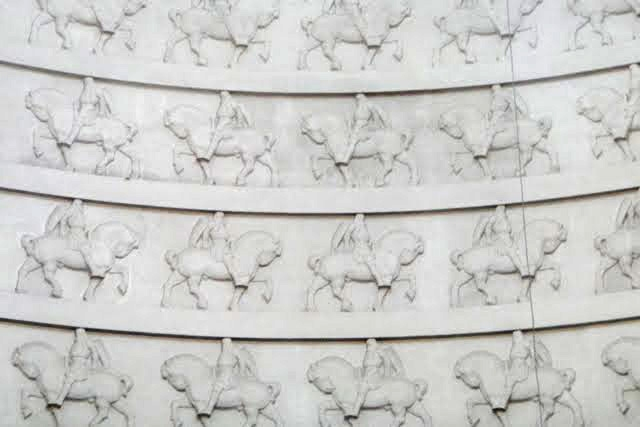
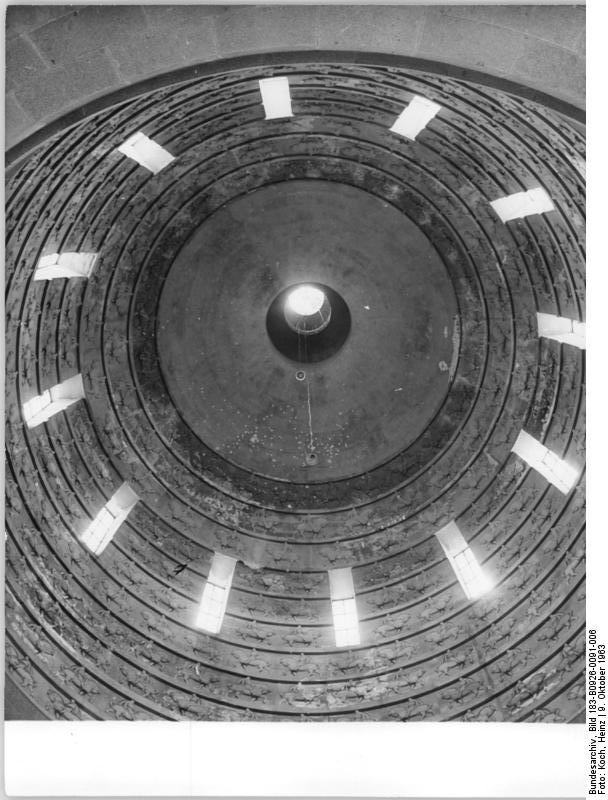
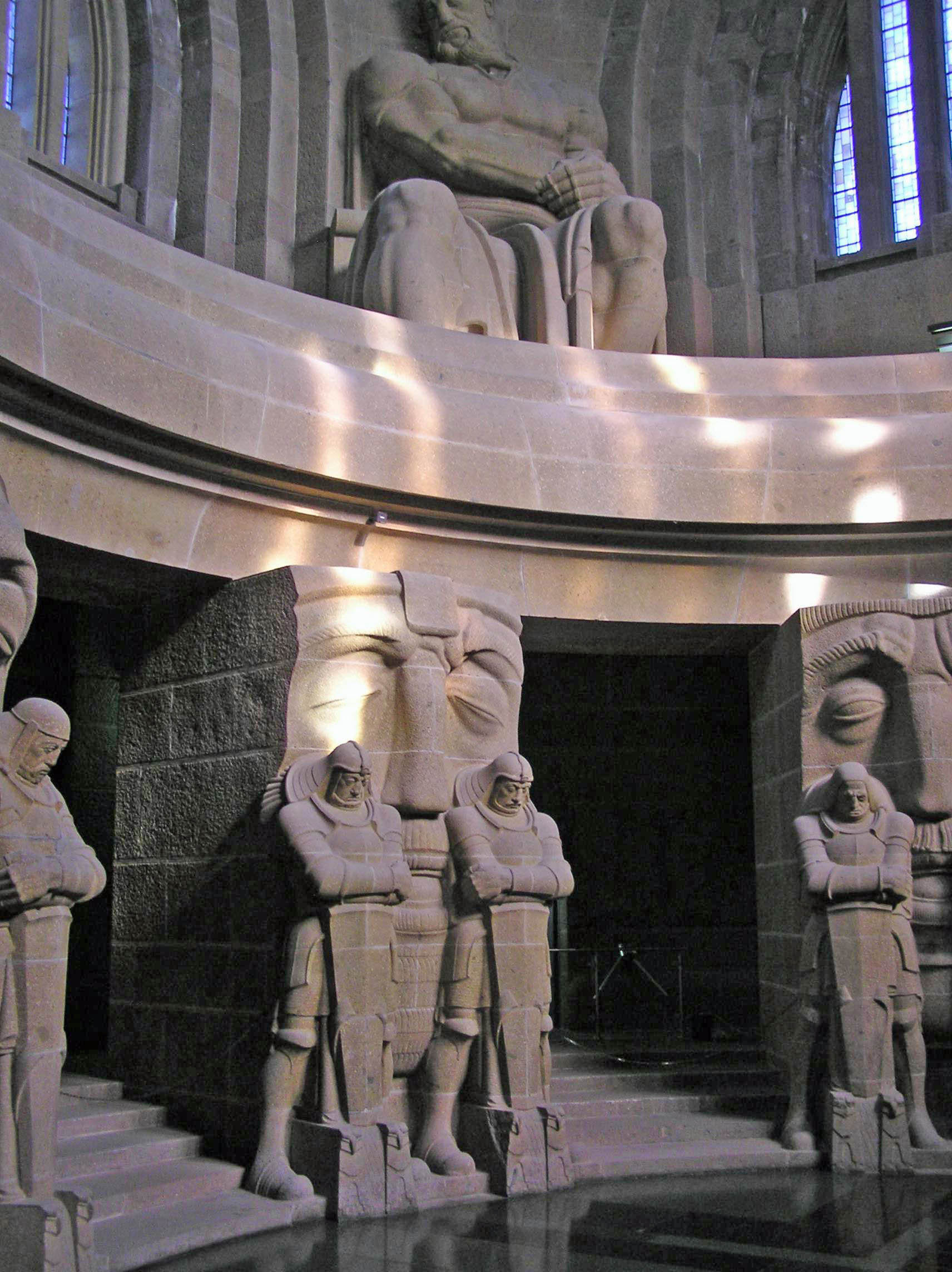
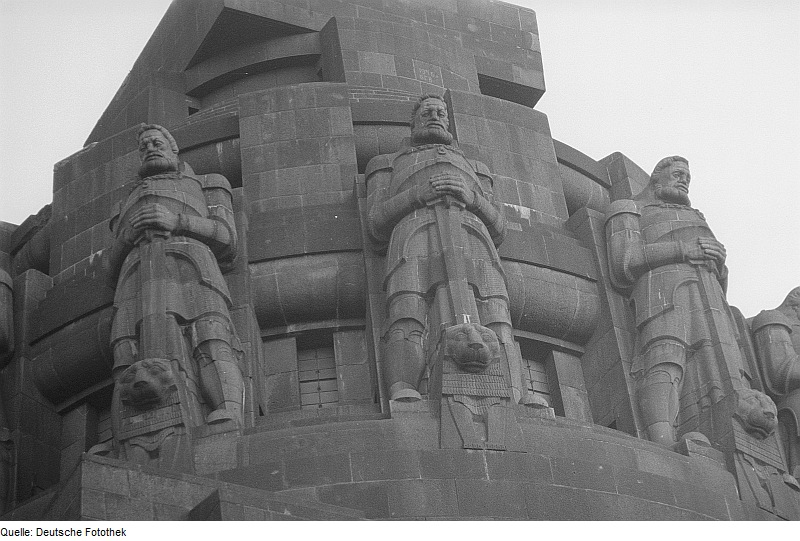